# Grand Prix de Plumelec 1986
Il Grand Prix de Plumelec 1986, dodicesima edizione della corsa, si svolse il 8 giugno su un percorso di 185 km, con partenza e arrivo a Plumelec. Fu vinto dal francese Gilbert Duclos-Lassalle della Peugeot-Shell-Michelin davanti al belga Rudy Rogiers e al francese Thierry Barrault.

## Ordine d'arrivo (Top 10)
| Pos. | Corridore                     | Squadra                    | Tempo    |
| ---- | ----------------------------- | -------------------------- | -------- |
| 1    | Gilbert Duclos-Lassalle       | Peugeot-Shell-Michelin     | 4h56'01" |
| 2    | Rudy Rogiers                  | Hitachi-Marc-Splendor      |          |
| 3    | Thierry Barrault              | Miko-Carlos-Tonissteiner   |          |
| 4    | Jose Antonio Faustino Marques | Miko-Carlos-Tonissteiner   |          |
| 5    | Bruno Cornillet               | Peugeot-Shell-Michelin     |          |
| 6    | Thierry Claveyrolat           | R.M.O.                     |          |
| 7    | Frederic Garnier              | La Vie Claire Wonder-Radar |          |
| 8    | Cor Van Dijk                  | Jo Van Aarle-Ecco          |          |
| 9    | Claude Criquielion            | Hitachi-Marc-Splendor      |          |
| 10   | Jacques Decrion               | Kas-Mavic-Tag-Heuer        |          |